# Семенихино
Семени́хино — деревня в Ливенском районе Орловской области России. Административный центр Дутовского сельского поселения.

## География
Деревня находится на расстоянии 15 км к северу от города Ливны, административного центра района, и 109 км к юго-востоку от города Орёл, административного центра области.

### Часовой пояс
Деревня Семенихино, как и вся Орловская область, находится в часовой зоне МСК (московское время). Смещение применяемого времени относительно UTC составляет +3:00.

## Население
| 2002 | 2010 |
| ---- | ---- |
| 326  | ↗356 |

### Национальный состав
Согласно результатам переписи 2002 года, в национальной структуре населения русские составляли 91 % из 326 чел.